# Kołaczyce (gromada)
Kołaczyce – dawna gromada, czyli najmniejsza jednostka podziału terytorialnego Polskiej Rzeczypospolitej Ludowej w latach 1954–1972.
Gromady, z gromadzkimi radami narodowymi (GRN) jako organami władzy najniższego stopnia na wsi, funkcjonowały od reformy reorganizującej administrację wiejską przeprowadzonej jesienią 1954 do momentu ich zniesienia z dniem 1 stycznia 1973, tym samym wypierając organizację gminną w latach 1954–1972.
Gromadę Kołaczyce z siedzibą GRN w Kołaczycach (wówczas wsi) utworzono – jako jedną z 8759 gromad na obszarze Polski – w powiecie jasielskim w woj. rzeszowskim na mocy uchwały nr 22/54 WRN w Rzeszowie z dnia 5 października 1954. W skład jednostki weszły obszary dotychczasowych gromad Kołaczyce, Krajowice i Nawsie Kołaczyckie ze zniesionej gminy Kołaczyce w tymże powiecie. Dla gromady ustalono 27 członków gromadzkiej rady narodowej.
1 stycznia 1960 do gromady Kołaczyce włączono obszar zniesionej gromady Sowina w tymże powiecie.
1 stycznia 1969 ze wsi Sowina w gromadzie Kołaczyce wyłączono przysiółki Rzeki i Szubienice, włączając je do wsi Bieździedza w gromadzie Bieździadka w tymże powiecie.
Gromada przetrwała do końca 1972 roku, czyli do kolejnej reformy gminnej. 1 stycznia 1973 w powiecie jasielskim reaktywowano gminę Kołaczyce.